# 落合英二ブルブルの輪
本項では、CBCテレビのテレビ番組『サンデードラゴンズ』内のコーナーである「落合英二ブルブルの輪」（おちあいえいじブルブルのわ）について記述していく。

## 概要
- 前身は、落合英二が中日ドラゴンズ現役時代の2001年4月に始まった「落合・岩瀬のブルブルブルペン」。
- CBC野球解説者（当時）の落合英二とCBCアナウンサーの若狭敬一が中日ドラゴンズの選手を呼び、トークをするコーナーである。
- 2008年頃より放送されており、落合英二がCBCの解説者を降板した2009年オフごろまで放送されていた。
- 2009年7月12日・11月29日放送は、「優子の野球相談室」のコーナーとコラボレーションを行った。

## エピソード
- 2008年、荒木雅博が最終戦で放ったホームランについて、「某アナが〇〇と食事するのを仲介を僕にまかされて、22時まで間に合わせるようと念を入れていた」ためである（この試合は荒木のホームランが出るまで、0-0だった）。そのためまたも、落合英二から反感を買う。
- 浅尾拓也に「一番尊敬しているのはだれ?」と聞いたところ若狭敬一と答えたため、若手選手も使っているのかという結論になってしまった。
- 岩瀬仁紀は、西岡剛や川﨑宗則に年齢を36,37と間違えられた。因みに川上憲伸は30いっていないと言い張った（当時の岩瀬は33歳。川上は32歳）。なお普段着で出演し、落合英二から一喝された。
- 小林正人は岩瀬の登板前のブルペンでレフトフライを間違えてレフトふりゃぁと呼んでしまい、落合英二に「いくら名古屋のチーム[1]といってもね、おまえ明日いないぞ!一軍にいないぞ!」と怒られてしまったという。なお、その前から小林の一軍抹消はすでに決まっていたが、小林自身はふりゃぁで落ちたと思い込んでいる。
- 森野将彦は、選手名鑑マニアであると、荒木雅博が証言した（2009年11月29日放送）。
- 井端弘和は、幸せ太りをしたと公言した。
- 落合英二が弄り易い人物として朝倉健太が最多出演を誇る。「お前（朝倉）は頑張ってるから出して貰ってると思ってるが勘違いするなよ!　弄り易いから呼んでやってるんだ」とバッサリと朝倉を切り捨てた。余談ではあるが朝倉の妻は落合の解説のファンであり、毎回チェックしているという。
- まだ引退して年数が浅かった落合英二の現役時代の話は避けて通れず、結果的に自虐的なネタになってしまった。現役時代、牽制球のサインを確認に井端が駆け寄った時も井端から「（サインは）なしで!」と念を押され、井端は内心「（落合が）幾ら（年俸を）貰ってるんだ、1イニングぐらいランナーを出さずに抑えて当然だ」と思っていたと言う。また1個しか年齢が違わない（落合が上）谷繁元信は落合との上下関係にはルーズであったが、唯一それを守っていたのが落合がノックアウトされて降板する時であり、礼儀正しく谷繁から「お疲れ様でした」と言われたのは非常に切なかったと言う。また、引退した年の2006年のオープン戦で9回2アウトでマウンドに居た落合は森野にエラーされ、未だに根に持ってると言う。